# Saenuri-Partei (2017)
Die Saenuri-Partei (koreanisch: 새누리당, Transliteration: Sae-nuri-dang, in Deutsch: Neue Welt Partei) ist eine rechtskonservative Partei in Südkorea. Die Mitglieder setzten sich aus Loyalisten von Park Geun-hye zusammen, die das Amtsenthebungsverfahren und die Amtsenthebung Parks ablehnen.

## Geschichte

### Entstehung
Die Gründung der neuen Saenuri-Partei begann im Februar 2017 mit der Errichtung eines Vorbereitungsausschusses und der ersten Einreichung von Dokumenten zur Parteigründung an die Nationale Wahlkommission. Anfang März wurde dann bekannt gegeben, dass die Partei den Namen Saenuri-Partei tragen soll. Die regierende Große Nationalpartei wurde während des Wahlkampfes der Präsidentschaftskandidatin Park Geun-hye im Februar 2012 von ihr in Saenuri-Partei umbenannt und behielt diesen Namen bis zum Februar 2017, als die Partei während des laufenden Amtsenthebungsverfahrens gegen Park in Freiheitspartei Koreas umbenannt wurde.
Mitte März 2017 begann man mit der Errichtung von Regionalverbänden, nur wenige Tage nachdem das Verfassungsgericht am 10. März Park Geun-hye ihres Amtes enthoben hatte. Der erste Regionalverband wurde am 16. März in Daegu, dem Geburtsort von Park Geun-hye, mit, nach eigenen Angaben, 1500 Mitgliedern gegründet. Einen Tag später erfolgte die Gründung des Regionalverbands in der südkoreanischen Hauptstadt Seoul. Am 5. April wurde die Registrierung bei der Nationalen Wahlkommission abgeschlossen und die Partei offiziell gegründet. Zu den ersten Parteivorsitzenden wurden zwei Repräsentanten von Bürgerinitiativen die Park unterstützen ernannt, Kwon Young-hae und Jeong Kwang-taek. Park-Loyalist und Mitglied der Nationalversammlung Kim Jin-tae von der Freiheitspartei Koreas gratulierte der Saenuri-Partei zur Gründung mit den Worten: „Die Freiheitspartei Koreas und die Saenuri-Partei werden für eine freie Demokratie antreten, da sie den selben Ursprung haben.“
Am 9. April 2017 gab Cho Won-jin seinen Austritt aus der Freiheitspartei Koreas und am 10. April seinen Wechsel zur Saenuri-Partei bekannt, womit die Saenuri-Partei ihren ersten Repräsentanten in der Nationalversammlung hatte. Cho Won-jin fügte bei seiner Presseerklärung hinzu, dass einige Abgeordnete der Nationalversammlung der Freiheitspartei Koreas einen Wechsel zur Saenuri-Partei in Betracht ziehen und das eine Allianz mit der Bareun-Partei, die sich im Januar von der Freiheitspartei Koreas abgespalten hatte, noch mehr Abgeordnete der Nationalversammlung zum Wechsel provozieren würde.

### Präsidentschaftswahl 2017
Bei seinem Wechsel von der Freiheitspartei Koreas zur Saenuri-Partei am 10. April 2017 gab Cho Won-jin eine eventuelle Kandidatur für das Präsidialamt zur „Verhinderung der Gründung einer düsteren linksgerichteten Regierung“ bekannt und verschob die endgültige Entscheidung auf den 12. April.